# Parasphendale albicosta
Parasphendale albicosta är en bönsyrseart som beskrevs av Lucien Chopard 1938. Parasphendale albicosta ingår i släktet Parasphendale och familjen Mantidae. Inga underarter finns listade i Catalogue of Life.